# Anthony Clarke (judoka)
Anthony Laurence Clarke (Adelaida, 19 de junio de 1961) es un judoka australiano campeón mundial que ha sido clasificado en el top 10 en todo el mundo, en el top 3 en Australia, y como el mejor competidor en Australia Meridional.
Invidente desde los 17 años, se convirtió en medallista de oro en los Paralímpicos de Judo en 1996, fue campeón mundial de judo dirigido para personas no videntes (en 1990 y 1998), y fue un portador oficial de la antorcha en las Olimpiadas de verano de Sídney 2000.
En 1997 fue condecorado con la Medalla de la Orden de Australia (OAM).
Ha representado a Australia en cinco Juegos Paralímpicos de Verano, de 1992 a 2008, y escribió un libro autobiográfico titulado motivación conseguir lo imposible.

## Logros
- 1990 World Blind Judo Champion - 78 kg class[1]
- 1996 Paralympic Gold Medal - 95 kg class[2]
- 1997 Order of Australia Medal
- 1998 World blind Judo Champion - 90 kg class
- 1999 Awarded the Judo Federation of Australia's "Outstanding South Australian Judo Player of the Decade"[3]
- Paralympic and dual world vision impaired champion[3]